# Ceryx libera
Ceryx libera là một loài bướm đêm thuộc phân họ Arctiinae, họ Erebidae.